# 宏济善堂 (大连)
大连宏济善堂是1908年在关东州（今中国辽宁省大连市）成立的公益团体:515。尽管其名义上是善堂，从事各种慈善事业，其所属的戒烟部（1920年起成为宏济善堂药局）借助关东州的鸦片专卖制度，通过贩售鸦片为自身和关东州政府提供了可观的收入:3-5。

## 关联条目
- 宏济善堂 (华中)